# Église Saint-Riquier d'Aberford
 (avril 2024).
Si vous disposez d'ouvrages ou d'articles de référence ou si vous connaissez des sites web de qualité traitant du thème abordé ici, merci de compléter l'article en donnant les références utiles à sa vérifiabilité et en les liant à la section « Notes et références ».
L'église Saint-Riquier (anglais : St Ricarius' Church) est une église paroissiale située à Aberford, en Angleterre. L'église provient du douzième siècle. Le bâtiment actuel a été achevé en 1861.